# L'Autre (roman)
Pour les articles homonymes, voir L’Autre.
L’Autre est un roman d'Andrée Chedid publié en 1969 aux Éditions Flammarion.

## Résumé
L'action du roman se passe dans un pays méditerranéen.
Un vieil homme, Simm, cherche à en sauver un autre, jeune, qu'un séisme a enseveli. Il ne le connaît pas, il l'a juste aperçu quelques minutes avant la secousse, il sait juste qu'il est étranger. Il réussit à convaincre les sauveteurs de tenter l'impossible et, pendant des heures, pallie leur découragement en communiquant avec le jeune homme à l'aide d'un tuyau. Lorsque les secours parviennent enfin à libérer le prisonnier des décombres, il refuse pourtant de rester à son chevet, de chercher à connaître son nom ou de se vanter devant les équipes de télévision : savoir que l'autre est sauvé lui suffit.

## Éditions
- Éditions Flammarion, 1969, 212 p., 20 cm,  (ISBN 2-08-060403-1)
- coll. Castor Poche, illustrations de Gérard Franquin, 1981, 269 p., 17 cm,  (ISBN 2-08-161728-5)
- coll. J'ai lu, 1990, 215 p., 17 cm,  (ISBN 2-277-22730-7)
- coll. Librio, no 203, 1998, 152 p., 21 cm,  (ISBN 2-277-30203-1)

## Adaptation au cinéma
En 1991, un film homonyme en a été tiré, réalisé par Bernard Giraudeau.